# Ligue de diamant 2010 - saut en hauteur masculin
Navigation
2011
Le concours du saut en hauteur masculin de la Ligue de Diamant 2010 s'est déroulé du 23 mai au 19 août 2010. La compétition a successivement fait étape à Shanghai, New York, Lausanne, Gateshead, Monaco et Londres, la finale se déroulant à Zürich. L'épreuve est remportée par le Russe Ivan Ukhov, qui s'adjuge quatre victoires en sept meetings.

## Calendrier
| Date            | Meeting                    | Ville     | Pays        |
| --------------- | -------------------------- | --------- | ----------- |
| 23 mai 2010     | Shanghai Golden Grand Prix | Shanghai  | Chine       |
| 12 juin 2010    | Meeting de New York        | New York  | États-Unis  |
| 8 juillet 2010  | Athletissima               | Lausanne  | Suisse      |
| 10 juillet 2010 | Meeting de Gateshead       | Gateshead | Royaume-Uni |
| 22 juillet 2010 | Meeting Herculis           | Monaco    | Monaco      |
| 14 août 2010    | Aviva London Grand Prix    | Londres   | Royaume-Uni |
| 19 août 2010    | Weltklasse Zürich          | Zurich    | Suisse      |

## Résultats
| Date | Meeting   | 1er                         | 1er   | 2e                                         | 2e    | 3e                           | 3e    |
| --- | --------- | --------------------------- | ----- | ------------------------------------------ | ----- | ---------------------------- | ----- |
| 23 mai 2010 | Shanghai  | Sylwester Bednarek 2,24 m   | 4 pts | Jesse Williams 2,24 m                      | 2 pts | Linus Thörnblad 2,24 m       | 1 pt  |
| 12 juin 2010 | New York  | Linus Thörnblad 2,30 m (SB) | 4 pts | Jesse Williams 2,30 m (SB)                 | 2 pts | Samson Oni 2,27 m (SB)       | 1 pt  |
| 8 juillet 2010 | Lausanne  | Ivan Ukhov 2,33 m (WL)      | 4 pts | Yaroslav Rybakov 2,33 m (WL)               | 2 pts | Kyriákos Ioánnou 2,30 m (SB) | 1 pt  |
| 10 juillet 2010 | Gateshead | Linus Thörnblad 2,29 m      | 4 pts | Osku Torro 2,26 m (SB)                     | 2 pts | Jesse Williams 2,26 m        | 1 pt  |
| 22 juillet 2010 | Monaco    | Ivan Ukhov 2,34 m (WL)      | 4 pts | Andrey Silnov 2,28 m Jesse Williams 2,28 m | 2 pts | -                            |       |
| 14 août 2010 | Londres   | Ivan Ukhov 2,29 m           | 4 pts | Jesse Williams 2,24 m                      | 2 pts | Donald Thomas 2,27 m         | 1 pt  |
| 19 août 2010 | Zürich    | Ivan Ukhov 2,29 m           | 8 pts | Jesse Williams 2,26 m                      | 4 pts | Aleksandr Shustov 2,26 m     | 2 pts |
| Records et Performances - AR : Record continental (area record) - CR : Record des championnats (championship record) - MR : Record du meeting (meet record) - NR : Record national (national record) - OR : Record olympique (olympic record) - PR : Record paralympique (paralympic record) - PB : Record personnel (personal best) - SB : Meilleure performance personnelle de la saison (season's best) - WL : Meilleure performance mondiale de l'année (world leader) - WJR : Record du monde junior (world junior record) - WR : Record du monde (world record) Circonstances et Conditions - DNF : N'a pas terminé (did not finish) - DNS : N'a pas pris le départ (did not start) - DQ : Disqualification (disqualification) - NM : Aucun essai valable enregistré (No Mark) - Q : Qualifié « directement » au prochain tour (ou à la prochaine compétition), lors d'une compétition majeure, grâce au classement ou à la réalisation des minima (automatic qualifier) - q : Qualifié au prochain tour (ou à la prochaine compétition), lors d'une compétition majeure, grâce au repêchage ou à la réalisation de l'une des meilleures performances parmi celles des « non qualifiés directement » (grâce au meilleur temps ou à la meilleure distance par exemple) (secondary qualifier) |           |                             |       |                                            |       |                              |       |

## Classement général
| Rang | Athlète                            | Points |
| ---- | ---------------------------------- | ------ |
| 1    | Ivan Ukhov                         | 20     |
| 2    | Jesse Williams                     | 13     |
| 3    | Yaroslav Rybakov Aleksandr Shustov | 2      |
| 5    | Donald Thomas                      | 1      |